# Кржижановский, Глеб Максимилианович
Глеб Максимилиа́нович Кржижано́вский (12 (24) января 1872, Самара — 31 марта 1959, Москва) — деятель революционного движения в России, советский государственный и партийный деятель, один из создателей плана ГОЭЛРО; учёный-энергетик, академик и вице-президент АН СССР, литератор; советский экономист и экономико-географ, Герой Социалистического Труда. Член ЦИК СССР 1—7-го созывов, депутат Верховного Совета СССР 1-го созыва, член ЦК ВКП(б) (1903—1905, 1924—1939).

## Биография
Родился в интеллигентной семье Максимилиана Николаевича Кржижановского, из обрусевших поляков, и Эльвиры Эрнестовны Розенберг, немки. С 13 лет подрабатывал уроками. Лично познакомившись с революционными народниками, воспринял от них враждебное отношение к самодержавию.

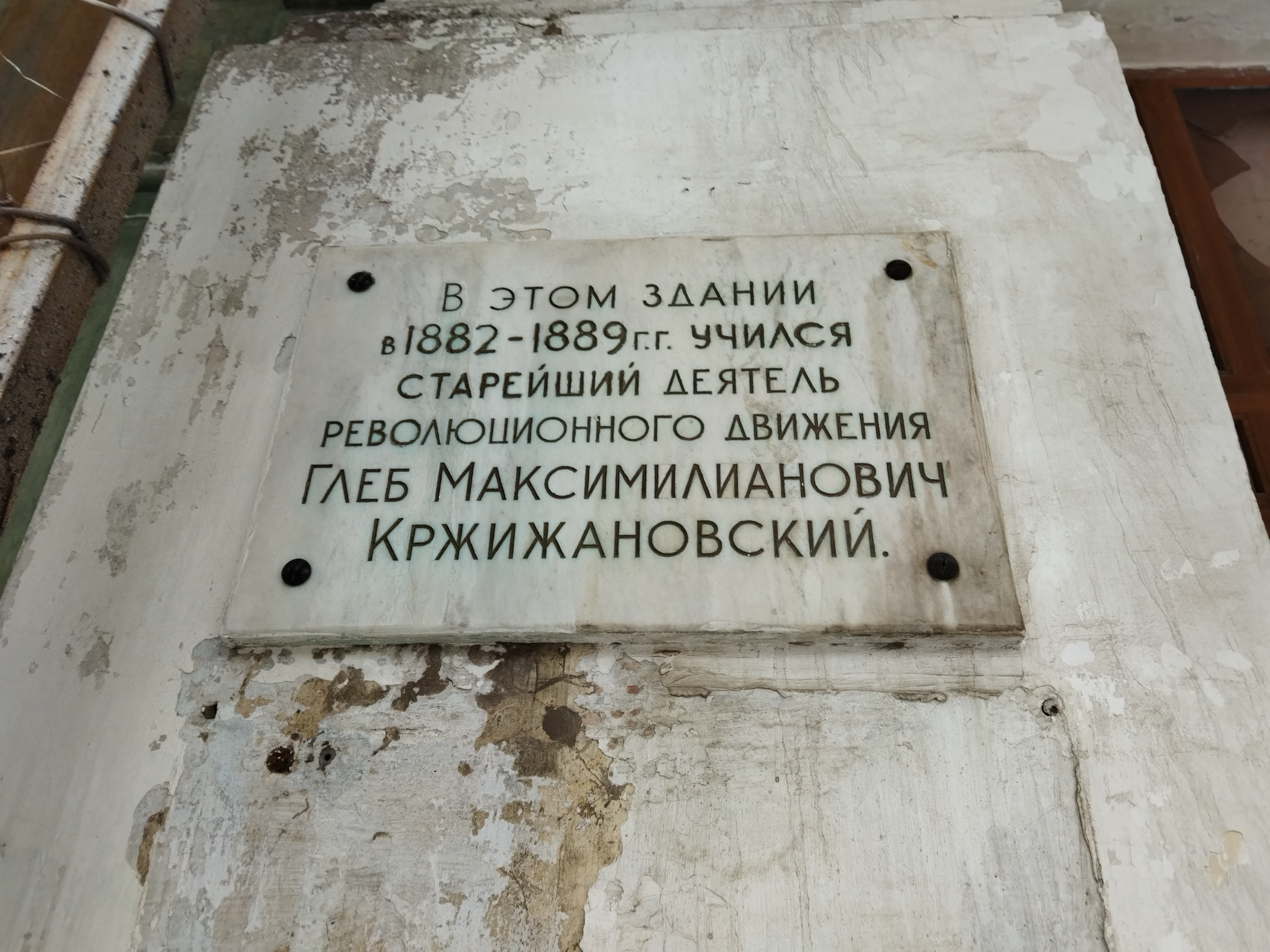
Мемориальная доска на здании Самарского реального училища

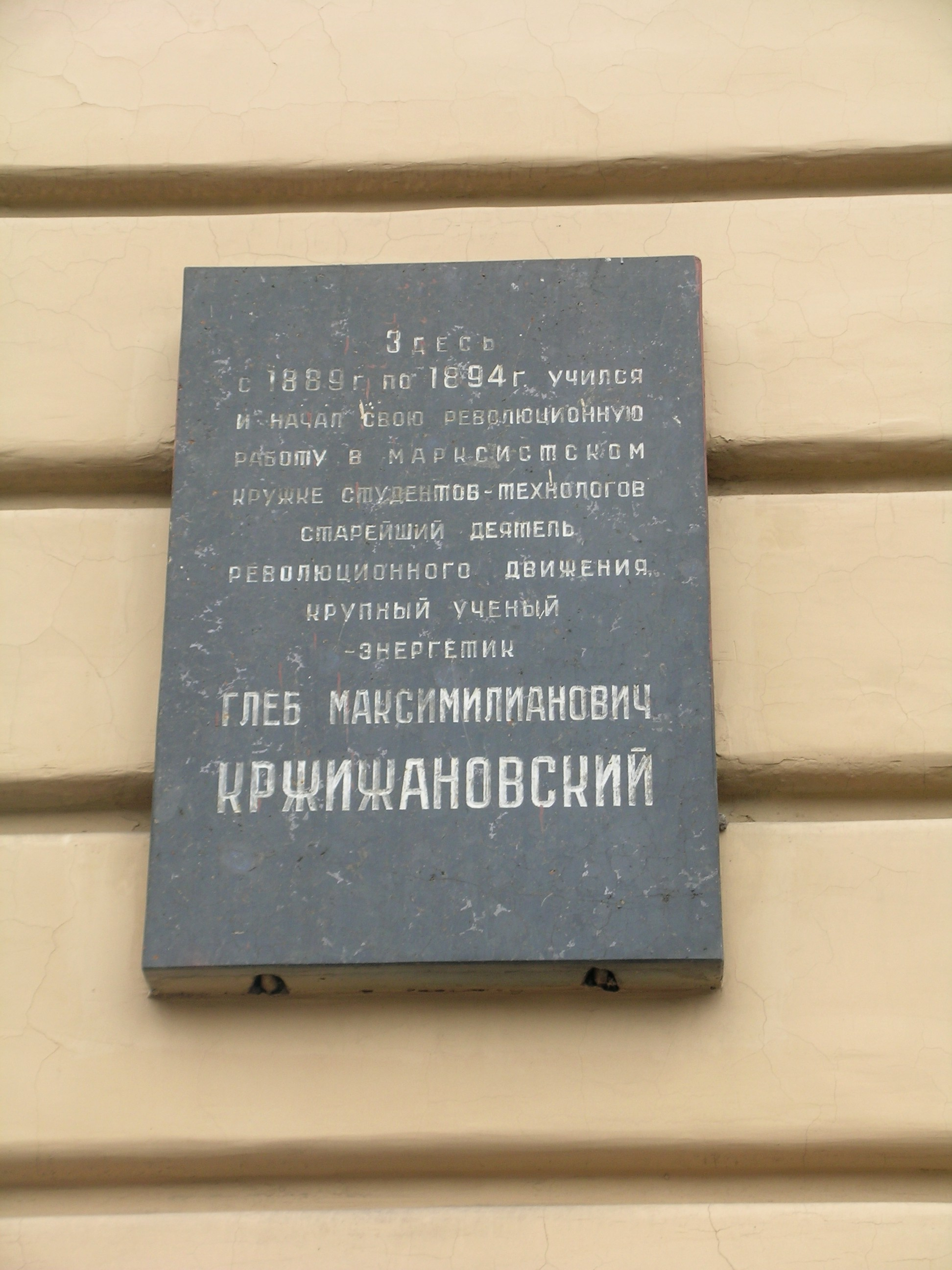
Мемориальная доска на здании технологического института в Санкт-Петербурге

В 1889 году с отличием окончил Самарское реальное училище. В 1894 году окончил с отличием С.-Петербургский технологический институт

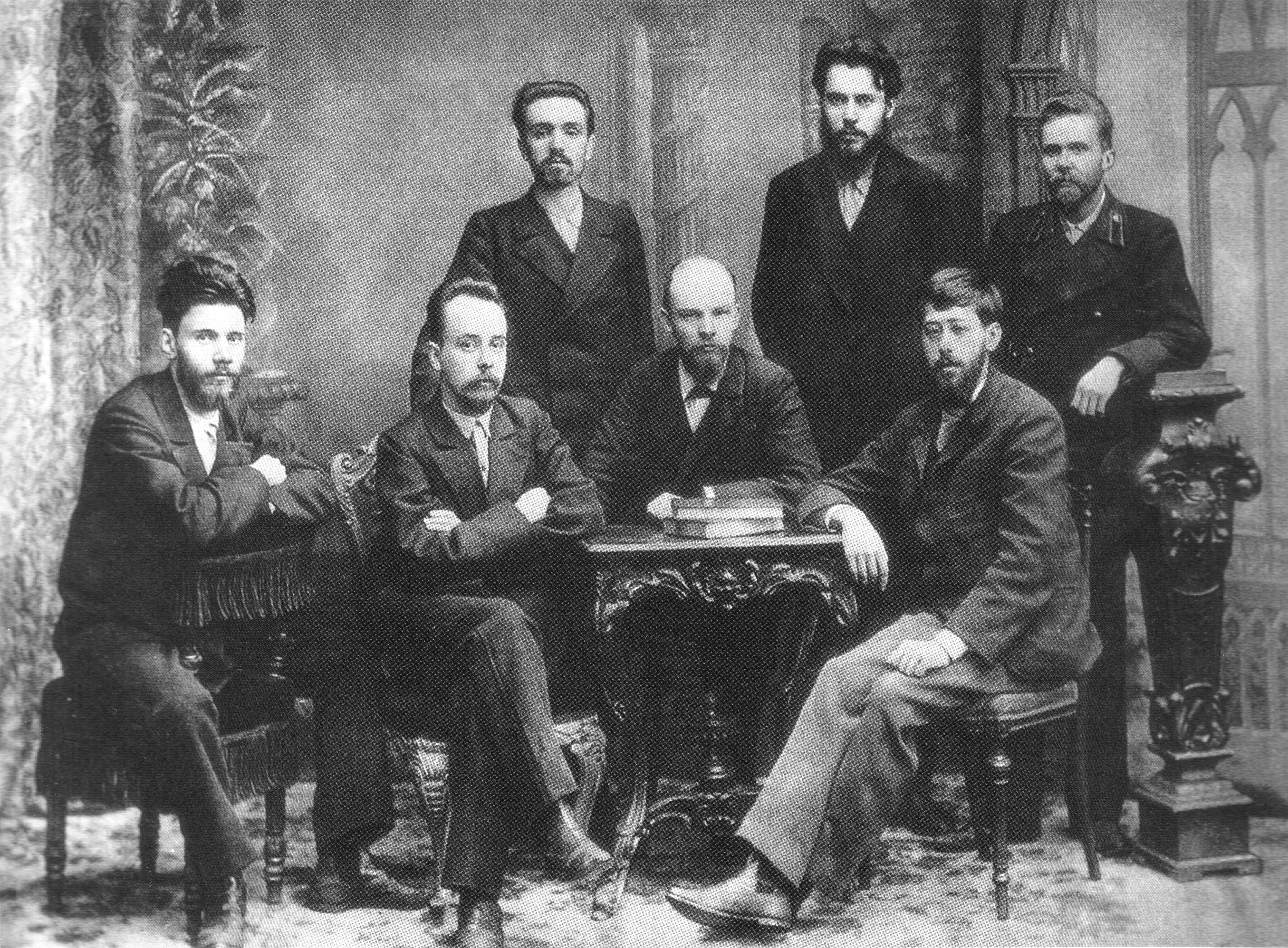
Члены петербургского «Союза борьбы за освобождение рабочего класса» (1897), Кржижановский сидит второй слева (по правую руку от Ленина)

В 1891 вступил в марксистский кружок студентов-технологов, известный под названием группы Бруснева. Человеком, приведшим его в кружок, был Л. Б. Красин. Читал лекции по марксизму рабочим из брусневской группы.
В 1893 году познакомился с В. И. Лениным и участвовал в создании «Союза борьбы за освобождение рабочего класса». Он входил в руководящий центр «Союза борьбы», вёл занятия в кружках рабочих (именовался «Григорием Ивановичем»), распространял нелегальную литературу, писал листовки, помогал Владимиру Ильичу в подготовке издания газеты «Рабочее дело».
После института некоторое время работал в Нижнем Новгороде инженером по кустарным промыслам при Нижегородском земстве и принимал участие в деятельности нижегородской социал-демократической группы.
В январе 1895 года вернулся в Санкт-Петербург, работал в лабораториях технологического института и Александровского завода. В ночь с 8 на 9 декабря был арестован одновременно с Лениным и другими товарищами по «Союзу борьбы» за революционную деятельность. Старался «использовать своё узничество в качестве своего рода сверхуниверситета».
В 1895—1897 годы — в предварительном заключении в Петербурге. Сослан на три года в Восточную Сибирь (с 29.01.1897 по 29.01.1900). В 1897—1899 годы находился в пересыльных тюрьмах Москвы. Во время заключения в Бутырской тюрьме написал русский текст революционной песни «Варшавянка». По воспоминаниям Кржижановского, на это его подвигли несколько польских рабочих и три члена Польской социалистической партии, находившихся в одной камере и прекрасно исполнявших эту песню на польском.
25 марта 1897 в первой партии административно-политссыльных по железной дороге был отправлен из Москвы; 4 апреля 1897 прибыл в Красноярск, ссылка была произведена в село Тесинское (ныне Тесь) Минусинского уезда Енисейской губернии. Встречался со всеми социал-демократами Минусинского округа, был непременным участником их общих встреч. В ссылке он основательно изучал произведения Маркса и Энгельса, в рукописях читал работы В. И. Ленина. В 1899 году подписал написанный Лениным «Протест российских социал-демократов», направленный против «Кредо» «экономистов».
В 1899 году венчался в селе Тесинском с Зинаидой Павловной Невзоровой (1869—1948). В сентябре 1899 года переехал с ней (с остановкой в Минусинске) в Нижнеудинск Иркутской губернии.
С октября 1899 по февраль 1900 года работал слесарем, помощником машиниста, машинистом на железной дороге. С 1900 года — помощник начальника Таёжного участка службы тяги станции Тайга Томской губернии).
В сентябре 1901 года семья выехала за границу, в Мюнхене Кржижановский встречался с В. И. Лениным. По договорённости с Лениным по возвращении в Россию должен был поселиться в Самаре и развернуть нелегальную работу по созданию центральной искровской организации. С 1902 года руководил «искровским центром» в Самаре (революционные псевдонимы — «Клэр», «Брут»), где работал в железнодорожном депо, а Зинаида работала секретарём Бюро русской организации «Искры». Входил в Организационный комитет по созыву II съезда РСДРП в 1903 году, на котором заочно был избран членом ЦК партии. Участвовал в подготовке III съезда партии РСДРП.
В 1903 году переехал в Киев, работал на Киевской железной дороге. Выезжал в Швейцарию, встречался в Женеве с В. И. Лениным. В июне 1904 году вышел из состава ЦК в знак протеста против объединения РСДРП.
В 1905—1906 годах — бежал в Санкт-Петербург, жил в подполье, изготавливал бомбы для боевой организации большевиков. Участник Революции 1905—1907 годов. В октябре 1905 года — председатель забастовочного комитета Юго-Западных железных дорог. В начале 1906 года в Петербурге сотрудничал с большевистской газетой «Волна» и журналом «Мысль». В 1907—1909 годах — монтёр, инженер, заведующий кабельной сетью «Общества электрического освещения 1886 г.» в Санкт-Петербурге, хранитель партийной казны.

### Научно-техническая деятельность
В 1909 году написал свою первую научно-техническую работу «О природе электрического тока».
В 1910—1912 годах заведовал в Москве кабельной электросетью. В 1910-х годах руководил строительством электростанций в Подмосковье, выдвинул идею строительства ГЭС под Саратовом (1913). Участвовал в проектировании и строительстве первой в России районной электроцентрали — электростанции на торфе «Электропередача» — и в 1912—1922 годах был её руководителем.
С 1910-х годов работал и жил в доме № 30 по Садовнической улице в Москве. Здесь располагалась контора «Общества электрического освещения 1886 года». Он занимал весь 2-й этаж, здесь находились его квартира, рабочий кабинет и обширная библиотека.
21 ноября 1915 сделал доклад на совещании по подмосковному углю и торфу «Областные электрические станции на торфе и их значение для центрального промышленного района», вскоре вышла его первая печатная работа, посвящённая теме использования местных топливных ресурсов.
Во время Февральской революции был членом большевистской фракции Моссовета, после — заведовал отделом топлива Моссовета.
Участвовал в подготовке вооружённого большевистского восстания в Москве. После Октябрьской революции работал над восстановлением и развитием энергохозяйства Москвы: в 1918 году — председателем Комитета государственных сооружений ВСНХ; в 1919 году — председателем Главэлектро ВСНХ; проектировал Волжскую ГЭС. 26 декабря состоялась историческая беседа с В. И. Лениным об электрификации страны.

### Государственная деятельность
В начале 1920 года по заданию Ленина написал работу «Основные задачи электрификации России». В феврале того же года стал председателем Государственной комиссии по электрификации России (ГОЭЛРО), был руководителем работ и автором нескольких разделов плана ГОЭЛРО, выступил с докладом о плане электрификации России на VIII Всероссийском съезде Советов 23 декабря 1920 года.
Основная научная концепция плана ГОЭЛРО состояла в рассмотрении народного хозяйства как целостной системы, ключевым звеном развития которой является электрификация страны. Точно так же энергетика страны рассматривалась как единая развивающаяся система, объединяющая производство, передачу, распределение и использование электрической и тепловой энергии и энергетических ресурсов. План ГОЭЛРО был планом не только энергетики и электрификации, но и первым в мире планом комплексного развития народного хозяйства.
Во вводной части к «Трудам ГОЭЛРО» Г. М. Кржижановский писал: «Составить проект электрификации России — это означает дать красную руководящую нить для всей созидательной хозяйственной деятельности, построить основные леса для реализации единого государственного плана народного хозяйства».
В 1921—1923 1925—1930 годах — председатель Госплана. В 1930—1932 годах — председатель Главэнерго Наркомтяжпрома.
Работая первым председателем Госплана СССР, подтвердил на практике прогрессивность концентрации производства и распределения энергии на базе крупных электростанций и районных энергетических систем. При переходе от НЭПа к плановой экономике Кржижановский, хотя и защищая планирование от сторонников сохранения регулирования и де-факто самого капитализма В. А. Базарова, В. Г. Громана, Н. Д. Кондратьева и др., стоял на позициях децентрализованного планирования. Отсюда проистекали причины неизбежного конфликта с линией Сталина-Куйбышева-Струмилина на централизованное планирование. В итоге в 1930 году Госплан возглавил Куйбышев.
Выдвинул идею составления пятилетнего плана в двух вариантах: минимальном и максимальном. Приближение реальных экономических показателей к минимальным должно сигнализировать о проблемах народного хозяйства. Максимальный вариант пятилетнего плана учитывает все благоприятствующие факторы.
Вот что писал о нём Юлиан Семёнов в «Ненаписанных романах»:

Отношения Сталина с Глебом Максимилиановичем Кржижановским, первым председателем Госплана республики, задуманного Лениным как высший совет выдающихся учёных и практиков науки — «не более ста человек первоклассных экспертов», — были натянутыми с начала двадцать первого года.
Сталин знал, что Кржижановский был одним из ближайших друзей Ильича, отношения их сложились ещё с конца века, в шушенской ссылке; вместе выстрадали эмиграцию, вместе работали над планом ГОЭЛРО, любили одних и тех же композиторов (прежде всего Бетховена), никогда не расходились в вопросах теории и практики большевизма… Генеральный секретарь разрешал себе подшучивать над Глебом Максимилиановичем иначе — в присутствии тогдашних друзей Каменева и Зиновьева: «Кржижановского надо назначать на самые ответственные участки работы, дать ему собрать аппарат из себе подобных, затем набраться терпения, пока не напортачит, а после выгнать всех его протеже взашей, а Кржижановского перевести на новую работу: пусть снова порезвится в подборе так называемых „кадров“ — отменная форма бескровной чистки аппарата».

В 1922 был делегатом Гаагской конференции. В 1923—1926 годах был ректором Московского механического института имени М. В. Ломоносова. С 1925 по 1931 год — член Редакционного совета Большой советской энциклопедии.
В 1927—1930 годы — председатель Комитета по сооружению водной магистрали Волга — Дон. В 1927—1930 годы — председатель Комитета по стандартизации при Совете труда и обороны. В 1927—1931 член Технического совета Днепростроя.
С 1929 года — академик АН СССР. В 1929—1939 годах был вице-президентом АН СССР. Занимая этот пост, он много сил и энергии вложил в создание Отделения технических наук, формирование институтов технического профиля, привлечение в их состав молодых талантливых учёных. В 1932—1936 годы — председатель Комитета по высшему техническому образованию при ЦИК СССР и заместитель наркома просвещения РСФСР.
С 1930 года основатель и до конца жизни руководил Энергетическим институтом АН СССР (ЭНИН). Развивая идеи плана ГОЭЛРО, ЭНИН сформировался, как институт, призванный решать крупные комплексные проблемы, стоящие перед советской (позже российской) энергетикой. Под руководством Г. М. Кржижановского в ЭНИНе были разработаны научные основы объединения энергетических систем и создания Единой электроэнергетической системы (ЕЭС) СССР. Приложил много усилий для привлечения деятелей науки к разработке важных народно-хозяйственных проблем. Первые советские электростанции сооружались при его непосредственном участии.
В 1931—1932 годы — председатель Центрального энергетического управления ВСНХ СССР (Энергоцентра СССР), под его руководством начато строительство крупнейших электростанций.
В конце 1930-х годов из писем Кржижановского стали известны его нелестные отзывы о Сталине. Он не был арестован, но вся его деятельность была взята под строгий контроль, он был отстранён от всякой руководящей работы, имя его замалчивалось.
Кржижановский сыграл серьёзную роль в организации социалистического планирования, участвовал в составлении 1-го пятилетнего плана развития народного хозяйства СССР, на 16-й конференции ВКП(б) и на 14-м Всесоюзном съезде Советов СССР (май 1929) выступал с докладами о первой пятилетке.
С 1924 по 1939 год — член ЦК ВКП(б). С 1927 по 1937 год — член ВЦИК и ЦИК СССР. С 1932 по 1936 год — председатель Всесоюзного комитета по высшему техническому образованию при ЦИК СССР. С 1933 по 1937 год — председатель Всесоюзного совета научно-инженерных и технических обществ (ВСНИТО). С 1937 по 1945 год — депутат Верховного Совета СССР.
Делегат 14—17-го съездов партии; на 13—17-м съездах избирался членом ЦК ВКП(б). Депутат Верховного Совета СССР 1-го созыва.
В 1941—1943 годах был в эвакуации вместе с институтом в Казани. В 1957 году под его руководством ЭНИНом был разработан перспективный план научных исследований по проблеме создания ЕЭС СССР. Дальнейшее развитие ЕЭС СССР во многом реализовало направления этого перспективного плана.
Многие из выдвинутых им научных идей не утратили актуальности и до сегодняшнего дня. Он предвидел большие возможности использования солнечной и ветровой энергии. Большое значение он придавал комплексному использованию водных ресурсов, идеи которого были выдвинуты ещё в плане ГОЭЛРО. Уделял большое внимание вопросам вовлечения в топливный баланс местных и низкосортных топлив, комплексного энерготехнологического использования топлив.

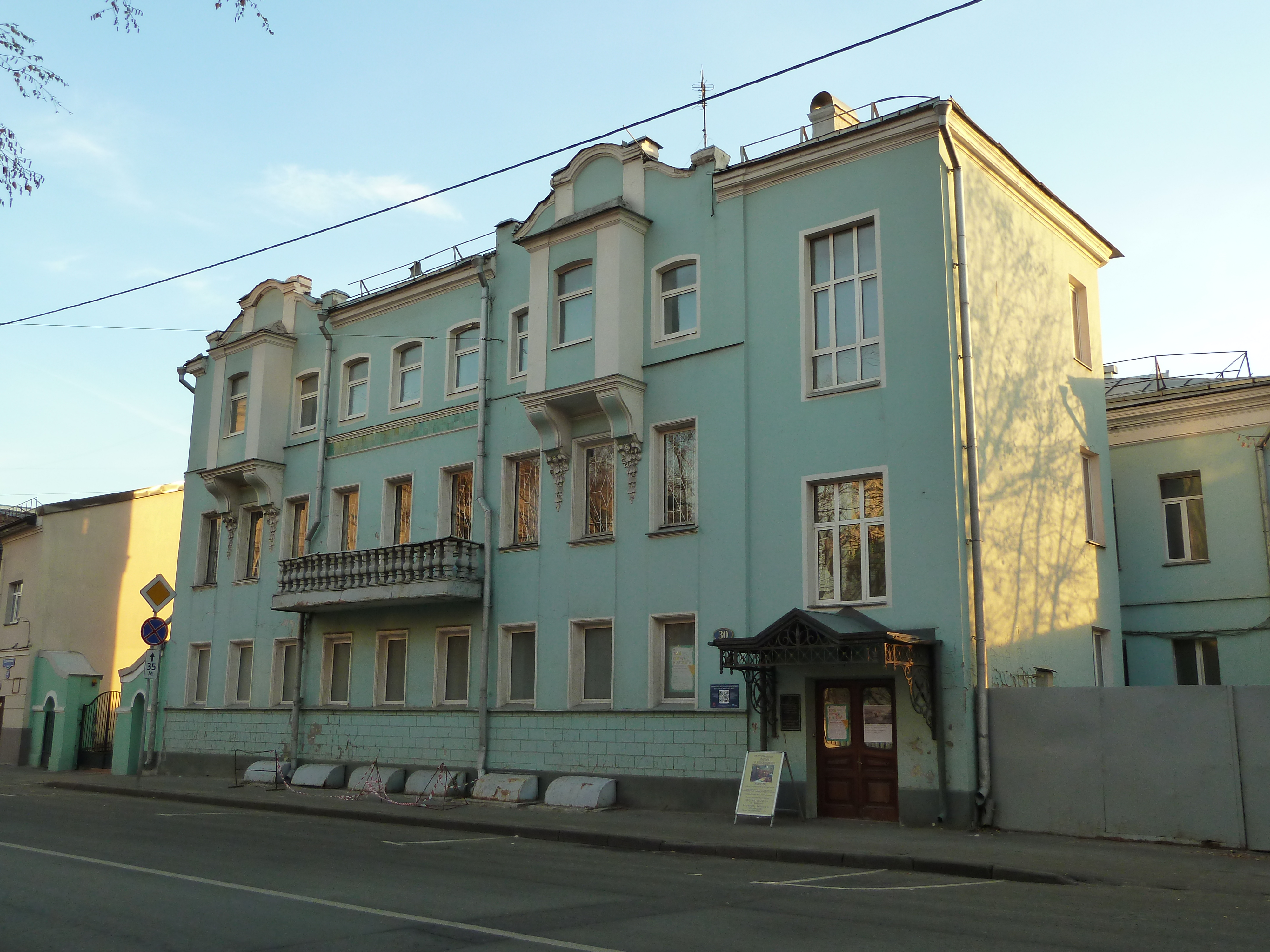
Москва, Садовническая улица, 30.

После смерти 31 марта 1959 года был кремирован, прах помещён в урне в Кремлёвской стене на Красной площади в Москве.
В 1968 году было принято решение о создании Мемориального музея-квартиры Г. М. Кржижановского как филиала Музея Революции. Музей расположен в старинном районе Замоскворечья, в особняке периода русского классицизма первой трети XIX века (Садовническая улица, 30). Семья Кржижановского проживала в этой квартире с 1919 по 1973 годы, а первых посетителей музей принял в 1988 году.

## Адреса в Санкт-Петербурге
- Весна 1895 года — дворовый флигель доходного дома: Коломенская улица, д. 7, кв. 47.
- В 1907—1909 гг. с семьёй проживал по адресу: ул. Большая Зеленина, д. 28, кв. 4.

## Награды
- Герой Социалистического Труда (23.01.1957)[15]
- пять орденов Ленина (29.12.1930; 19.09.1953; 09.10.1953; 23.03.1956; 23.01.1957)
- два ордена Трудового Красного Знамени (21.12.1936; 10.06.1945)
- медали

## Научные и литературные работы
В своих работах исследовал проблемы составления энергетического баланса и научных основ развития энергосистем, создания единой энергетической системы страны, электрификации отраслей народного хозяйства, комплексного использования энергетических ресурсов и энергетического районирования. В области промышленной энергетики изучал роль электрификации машин и электротехнологии в развитии техники, исследовал влияние энергетики на комбинирование и размещение промышленного производства, разработал ряд вопросов комплексного использования топливных ресурсов на энергохимической основе.
Известен как автор многочисленных воспоминаний о Ленине.
В Бутырской тюрьме и сибирской ссылке создал песни революционного подполья (автор русского текста — переработка польских революционных песен): «Красное знамя», «Варшавянка» («Вихри враждебные веют над нами»), «Слезами залит мир безбрежный» и «Беснуйтесь, тираны».
Написал также ряд сонетов.

## Память

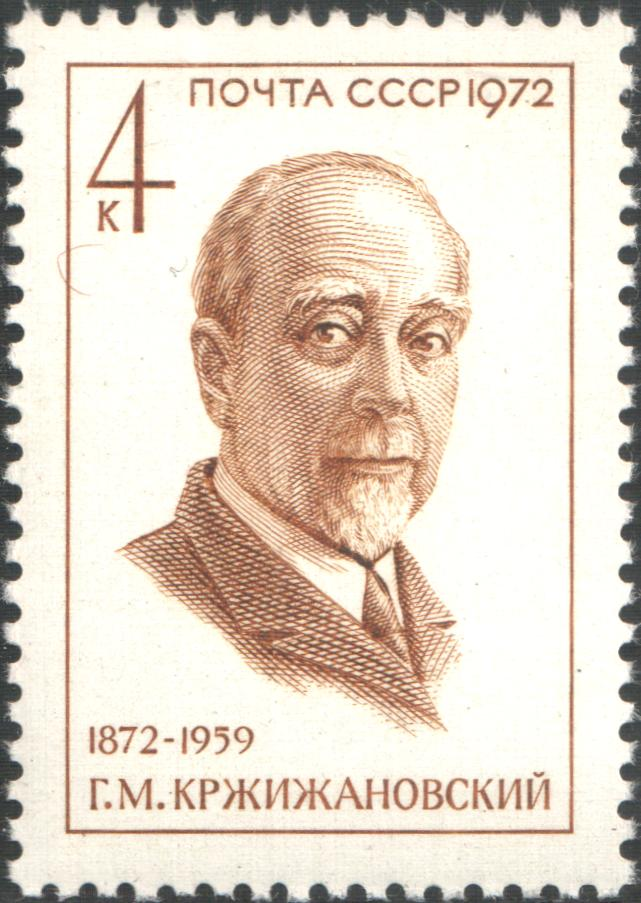
Почтовая марка СССР, 1972 год

- Посёлок Кржижановск в Пермской области.
- На доме в Москве, где он жил (Колпачный пер., 5), есть мемориальная доска.
- В Москве создан музей-квартира Г. М. Кржижановского как филиал Музея Революции.
- Теплоход «Глеб Кржижановский» Московского речного пароходства
- Научно-исследовательский энергетический институт им. Кржижановского (ЭНИН)
- В городе Минусинске Красноярского края создана мемориальная квартира Кржижановского.
- На доме 24 по улице Кирова (ныне Мясницкая) в Москве в память о заседании ГОЭЛРО была установлена табличка. В ней упоминается, что председателем был Кржижановский.
- Змиевская ТЭС носит имя Кржижановского.
- Каширская ГРЭС № 4 носит имя Кржижановского.
- Локомотивное депо Самара носит имя Кржижановского.
- В 1972 году была выпущена почтовая марка СССР, посвящённая Кржижановскому.
- Ремонтное локомотивное депо Нижнеудинское носит имя Кржижановского.
- В честь Г. М. Кржижановского назван мыс (мыс Кржижановского, Карское море, Северная Земля, остров Октябрьской Революции; мыс открыт и нанесён на карту в 1931 году экспедицией Ушакова—Урванцева, тогда же было присвоено название мысу)[16].

### Улицы, названные в честь Кржижановского
- Улица Кржижановского в Москве (бывшая 5-я Черёмушкинская).
- Улица Кржижановского в Санкт-Петербурге.
- Улица Кржижановского в Симферополе.
- Улица Кржижановского в Твери.
- Улица Кржижановского есть также в Ростове-на-Дону.
- Улица Кржижановского в Красноярске.
- Улица Кржижановского в пос. Волжском Самарской области.
- Улица Кржижановского в Якутске.
- Улица Кржижановского в п. Актас Карагандинской области.
- Улица Кржижановского в Астрахани.
- Улица Кржижановского в Нижнеудинске.
- Улица Кржижановского в Кашире Московской области.
- Улица Кржижановского в Электрогорске Московской области.
- Улица Кржижановского в посёлке Шушенское Красноярского края.
- Улица Кржижановского в селе Ермаковское Красноярского края.
- Улица Кржижановского в станице Старомышастовской Краснодарского края.
- Улица Академика Кржижановского — прежнее название улицы Омельяна Прицака (1959—2022) в Киеве.
- Улица Кржижановского — прежнее название улицы Бориса Гринченко в Запорожье.

## Киновоплощения
- 1947 — «Свет над Россией» — Борис Оленин-Гиршман
- 1973 — «Надежда» — Михаил Ножкин

## Основные работы
- «О природе электрического тока» — первая научно-техническая работа, 1909.
- Доклад об использовании местных видов топлива. Первая печатная работа, 1915.
- «Основные задачи электрификации России». Харьков, 1920
- «Хозяйственные проблемы РСФСР и работы государственной общеплановой комиссии (Госплана» (1921)
- О Владимире Ильиче. М., 1924
- Ленин и техника. М., 1925
- 10 лет хозяйственного строительства в СССР. М., 1927, 1928
- Вредительство как оно есть. М.-Л., ГИЗ, 1930
- Итоги и очередные задачи социалистического строительства. М., 1930
- План великих работ. М.-Л., 1930
- Хребтовый год пятилетки. М., 1930
- Вредительство в энергетике. М.-Л., ОГИЗ, 1931
- 10 лет ГОЭЛРО. М., ОГИЗ, 1931.
- Энергетические ресурсы Ленинградской области и план их использования. Л., 1931
- О Владимире Ильиче. М., 1933
- Сочинения, т. 1—3, М.; Л., 1933—1936.
- Великий Ленин. М.: Госполитиздат, 1956
- Избранное, М.: Политиздат, 1957.
- Великий Ленин, М.: Политиздат, 1968. 2-е изд. — 1971, 3-е изд. — 1982
- «Мыслитель и революционер» (1971)
- «Шу-шу. Из воспоминаний о В. И. Ленине» М.: Детгиз, 1961 (1967, 1983, 1985, 1986 (на эстонском), 1987 (на армянском), 1987, 1988 (на таджикском), 1988 (на молдавском), 1989 (на грузинском), 1989 (на туркменском))
- «К советской молодёжи: Сборник. О В. И. Ленине» (1984, 1985)
- «Мыслитель и революционер: Воспоминания о В. И. Ленине» (1985, 1987 (на узбекском языке — 2 — и 3-е издание)
- «Наш самый лучший друг. Повести о Ленине» (1989)
- «Об электрификации. Речь на 8-м Съезде Советов» (1990)
- Заметки по электрификации
- История техники (многотомное издание), 1934—1937 (отв. ред.)
- Избранное. М.: Госполитиздат, 1957. — 568 с.
- Ленин и Маркс. — М.: Госполитиздат, 1958. — 15 с.
- Великий Ленин. Сб. — М.: Политиздат, 1971. — 128 с.
- Мыслитель и революционер. — М.: Политиздат, 1985. — 32 с.
- Мыслитель и революционер. В. И. Ленин и плановая работа.